# Maria Olszewska

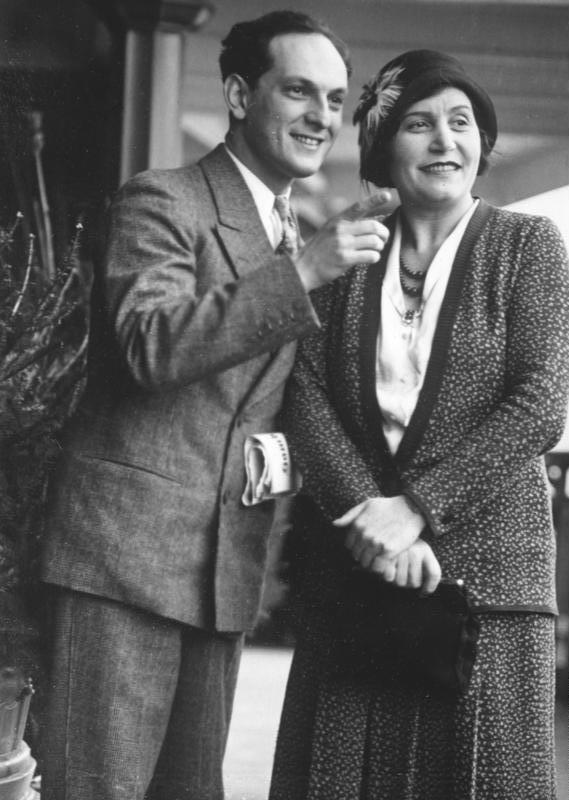
Maria Olszewska mit dem Schauspieler Joseph Schildkraut, 1932

Maria Olszewska, auch Maria Olczewska (* 12. August 1892 in Ludwigsschwaige als Marie Berchtenbreiter; † 17. Mai 1969 in Klagenfurt) war eine deutsche Opernsängerin (Alt/Mezzosopran).

## Leben
Die Künstlerin wurde am 12. August 1892 in Ludwigsschwaige, einer Einöde zwischen Wertingen und Donauwörth (Pfaffenhofener Flur) als Marie Berchtenbreiter geboren. Schon früh zeigte sich ihre musikalische Begabung, die von den Eltern gefördert wurde. Sie studierte Gesang im Privatstudium bei Karl Erler in München. Anschließend betätigte sie sich als Konzert- und Operettensängerin. Der Dirigent Artur Nikisch riet der jungen Frau, sich der Oper zu widmen, und vermittelte ihr ein Engagement am Stadttheater in Krefeld. Dort debütierte die Sängerin als Page in Richard Wagners Tannhäuser. Hierauf war sie kurze Zeit am Stadttheater in Leipzig engagiert, wo sie Wagner-Rollen sang. Sie sang dort u. a. die Brangäne, Fricka, Erda und Waltraude. 1920 ging Maria Olszewska an die Staatsoper Hamburg, an der sie bis 1923 blieb. Hier sang sie u. a. die Carmen in der gleichnamigen Oper, die Mutter des jungen Bauern Turiddu in der Cavalleria rusticana und die Brigitte in der Uraufführung der Oper Die tote Stadt.
Von 1924 bis 1930 wirkte die Künstlerin an der Staatsoper in Wien. Dort begeisterte sie das Publikum als schönster und elegantester Rosenkavalier (Ludwig 2000, S. 212). In Wien gehörte sie, wie Robert Stolz und seine Frau Einzi in einem Interview sagten, zu den Superstars. Genannte berichteten weiter über die Sängerin:
Sogar ihre zahlreichen Fehden sorgten für Schlagzeilen... Vielleicht die berüchtigste dieser Szenen trug sich während einer Wiener Vorstellung der 'Walküre' in den zwanziger Jahren zu: Mizzi (=Maria Jeritza) sang die Sieglinde und brachte die Fricka, Maria Olszewska, derart in Rage, dass diese tatsächlich auf sie spuckte (Stolz 1986, S. 122).
Zusätzlich zu ihrem festen Engagement in Wien hatte sie weitere Verpflichtungen an der Städtischen Oper Berlin und an der Bayerischen Staatsoper in München. Für ihre langjährige Mitarbeit an den Münchener Festspielen erhielt die Künstlerin den Titel einer bayerischen Kammersängerin verliehen.
Anfang 1930 unternahm Maria Olszewska eine Gastspielreise durch die USA, die von Chicago aus, wo sie bis zum Spielzeitende gesungen hatte, begann. Die Tournee führte die Künstlerin und das hierfür verpflichtete Ensemble durch alle großen Städte des Landes: Philadelphia, Pittsburg, Louisville, Memphis, Dallas, Tulsa, San Antonio, El Paso, Los Angeles, San Francisco, Seattle und Portland. Dabei begeisterte insbesondere der Rosenkavalier, mit Maria Olszewska als Octavian, das amerikanische Publikum.
Maria Olszewska gastierte auf den großen Opernbühnen dieser Welt. Sie sang in Spanien, in der Schweiz, in Belgien und Italien, in den USA, wo sie 1933 als Brangäne auf der Bühne der Metropolitan Oper in New York debütierte, in Argentinien etc. In Paris und London sang sie 1930 und 1935 in München den Prinzen Orlofsky in der Operette Die Fledermaus. Neben den Partien in Richard Wagners Musikdramen zählten die Klytämestra in Elektra, die Amneris in Aida, die Ulrica in Ein Maskenball, die Dalila in Samson und Dalila, die Frau Fluth in Die lustigen Weiber von Windsor und der Octavian in Der Rosenkavalier zu ihren Glanzrollen.
Die Künstlerin wirkte auch in mehreren Filmen mit. Zu ihren Filmpartner und -partnerinnen gehörten u. a.: Irene von Meyendorff, die blutjunge Maria Schell, Oskar Sima, Otto Tressler und Attila Hörbiger.
Von 1947 bis 1949 unterrichtete Maria Olszewska als Professorin für Gesang an der Akademie für Musik in Wien und wurde 1948 Lektorin an der Staatsoper Wien. Von 1951 bis 1955 trat sie an der Wiener Volksoper auf. Dort spielte sie u. a. in Operetten von Johann Strauß wie Eine Nacht in Venedig, Der Zigeunerbaron und Wiener Blut.
Die Künstlerin heiratete 1925 den Heldenbariton Emil Schipper (1882–1957). Die Ehe wurde bald geschieden.
Ihre letzte Ruhe fand sie im Park von Schloss Rottenstein in Kärnten, Österreich.

## Diskografie (Auswahl)
- Lebendige Vergangenheit. Maria Olszewsak (Aufnahmen 1922–1929), (Label: Naxos)
- Der Rosenkavalier (Label: Pearl)
- Four German Contraltos of the Past (Label: Preiser Records)

## Filmografie (Auswahl)
- 1939: Leinen aus Irland
- 1948: Maresi